# Vladislav Kreida
Vladislav Kreida, född 25 september 1999 i Tallinn, är en estländsk fotbollsspelare som spelar för FC Flora.

## Karriär
Den 17 januari 2022 lånades Kreida ut av FC Flora till ukrainska Veres Rivne på ett låneavtal över resten av säsongen 2021/2022. Med anledning av Rysslands invasion av Ukraina 2022 bröts låneavtalet med Veres Rivne och Kreida återvände till FC Flora den 30 mars 2022.
Den 31 mars 2022 blev Kreida klar för Skövde AIK, på ett låneavtal som gäller till 30 juni 2022.